# Trượt tuyết tự do tại Thế vận hội Mùa đông 2018 - Địa hình tốc độ nam
Nọi dung địa hình tốc độ nam (ski cross) của môn trượt tuyết tự do tại Thế vận hội Mùa đông 2018 diễn ra vào ngày 21 tháng 2 năm 2018 tại Công viên Phoenix Bogwang, Pyeongchang, Hàn Quốc.

## Kết quả

### Phân hạt giống
Vòng phân hạt giống diễn ra lúc 11:30.
| Hạng | Số áo | Tên                   | Quốc gia                     | Thời gian | Kém    |
| ---- | ----- | --------------------- | ---------------------------- | --------- | ------ |
| 1    | 9     | Alex Fiva             | Thụy Sĩ                      | 1:08.74   | −      |
| 2    | 10    | Sergey Ridzik         | Vận động viên Olympic từ Nga | 1:09.21   | +0.47  |
| 3    | 16    | Kevin Drury           | Canada                       | 1:09.41   | +0.67  |
| 4    | 2     | Armin Niederer        | Thụy Sĩ                      | 1:09.46   | +0.72  |
| 5    | 14    | Filip Flisar          | Slovenia                     | 1:09.65   | +0.91  |
| 6    | 8     | Christoph Wahrstötter | Áo                           | 1:09.79   | +1.05  |
| 7    | 15    | Jean-Frédéric Chapuis | Pháp                         | 1:09.84   | +1.10  |
| 8    | 6     | Brady Leman           | Canada                       | 1:09.94   | +1.20  |
| 9    | 11    | Marc Bischofberger    | Thụy Sĩ                      | 1:09.99   | +1.25  |
| 10   | 7     | Paul Eckert           | Đức                          | 1:10.06   | +1.32  |
| 11   | 28    | Robert Winkler        | Áo                           | 1:10.09   | +1.35  |
| 12   | 29    | Stefan Thanei         | Ý                            | 1:10.10   | +1.36  |
| 13   | 19    | Jonas Lenherr         | Thụy Sĩ                      | 1:10.12   | +1.38  |
| 14   | 1     | Arnaud Bovolenta      | Pháp                         | 1:10.12   | +1.38  |
| 15   | 26    | Siegmar Klotz         | Ý                            | 1:10.15   | +1.41  |
| 16   | 20    | Adam Kappacher        | Áo                           | 1:10.17   | +1.43  |
| 17   | 24    | Igor Omelin           | Vận động viên Olympic từ Nga | 1:10.24   | +1.50  |
| 18   | 13    | François Place        | Pháp                         | 1:10.26   | +1.52  |
| 19   | 3     | Victor Öhling Norberg | Thụy Điển                    | 1:10.26   | +1.52  |
| 20   | 17    | Tim Hronek            | Đức                          | 1:10.27   | +1.53  |
| 21   | 27    | Florian Wilmsmann     | Đức                          | 1:10.33   | +1.59  |
| 22   | 23    | Erik Mobärg           | Thụy Điển                    | 1:10.36   | +1.62  |
| 23   | 25    | Egor Korotkov         | Vận động viên Olympic từ Nga | 1:10.39   | +1.65  |
| 24   | 4     | Terence Tchiknavorian | Pháp                         | 1:10.41   | +1.67  |
| 25   | 21    | Jamie Prebble         | New Zealand                  | 1:10.48   | +1.74  |
| 26   | 22    | David Duncan          | Canada                       | 1:10.51   | +1.77  |
| 27   | 30    | Semen Denshchikov     | Vận động viên Olympic từ Nga | 1:10.86   | +2.12  |
| 28   | 12    | Thomas Zangerl        | Áo                           | 1:10.96   | +2.22  |
| 29   | 5     | Viktor Andersson      | Thụy Điển                    | 1:11.20   | +2.46  |
| 30   | 31    | Anton Grimus          | Úc                           | 1:40.80   | +32.06 |
| 31   | 18    | Christopher Del Bosco | Canada                       | 1:48.25   | +39.51 |

### Vòng đấu loại
Giai đoạn đấu loại nhằm tìm ra nhà vô địch.

#### Vòng 1/8
| Hạng | Số áo | Tên            | Quốc gia                     | Ghi chú |
| ---- | ----- | -------------- | ---------------------------- | ------- |
| 1    | 1     | Alex Fiva      | Thụy Sĩ                      | Q       |
| 2    | 16    | Adam Kappacher | Áo                           | Q       |
| 3    | 17    | Igor Omelin    | Vận động viên Olympic từ Nga |         |

| Hạng | Số áo | Tên                   | Quốc gia    | Ghi chú |
| ---- | ----- | --------------------- | ----------- | ------- |
| 1    | 9     | Marc Bischofberger    | Thụy Sĩ     | Q       |
| 2    | 8     | Brady Leman           | Canada      | Q       |
| 3    | 25    | Jamie Prebble         | New Zealand |         |
|      | 24    | Terence Tchiknavorian | Pháp        | DNF     |

| Hạng | Số áo | Tên               | Quốc gia | Ghi chú |
| ---- | ----- | ----------------- | -------- | ------- |
| 1    | 5     | Filip Flisar      | Slovenia | Q       |
| 2    | 28    | Thomas Zangerl    | Áo       | Q       |
| 3    | 12    | Stefan Thanei     | Ý        |         |
| 4    | 21    | Florian Wilmsmann | Đức      |         |

| Hạng | Số áo | Tên              | Quốc gia  | Ghi chú |
| ---- | ----- | ---------------- | --------- | ------- |
| 1    | 4     | Armin Niederer   | Thụy Sĩ   | Q       |
| 2    | 13    | Jonas Lenherr    | Thụy Sĩ   | Q       |
| 3    | 20    | Tim Hronek       | Đức       |         |
| 4    | 29    | Viktor Andersson | Thụy Điển |         |

| Hạng | Số áo | Tên                   | Quốc gia  | Ghi chú |
| ---- | ----- | --------------------- | --------- | ------- |
| 1    | 3     | Kevin Drury           | Canada    | Q       |
| 2    | 14    | Arnaud Bovolenta      | Pháp      | Q       |
| 3    | 19    | Victor Öhling Norberg | Thụy Điển |         |
| 4    | 30    | Anton Grimus          | Úc        |         |

| Hạng | Số áo | Tên                   | Quốc gia                     | Ghi chú |
| ---- | ----- | --------------------- | ---------------------------- | ------- |
| 1    | 11    | Robert Winkler        | Áo                           | Q       |
| 2    | 27    | Semen Denshchikov     | Vận động viên Olympic từ Nga | Q       |
|      | 6     | Christoph Wahrstötter | Áo                           | DNF     |
|      | 22    | Erik Mobärg           | Thụy Điển                    | DNF     |

| Hạng | Số áo | Tên                   | Quốc gia                     | Ghi chú |
| ---- | ----- | --------------------- | ---------------------------- | ------- |
| 1    | 26    | David Duncan          | Canada                       | Q       |
| 2    | 7     | Jean-Frédéric Chapuis | Pháp                         | Q       |
| 3    | 10    | Paul Eckert           | Đức                          |         |
| 4    | 23    | Egor Korotkov         | Vận động viên Olympic từ Nga |         |

| Hạng | Số áo | Tên                   | Quốc gia                     | Ghi chú |
| ---- | ----- | --------------------- | ---------------------------- | ------- |
| 1    | 18    | François Place        | Pháp                         | Q       |
| 2    | 2     | Sergey Ridzik         | Vận động viên Olympic từ Nga | Q       |
| 3    | 15    | Siegmar Klotz         | Ý                            |         |
|      | 31    | Christopher Del Bosco | Canada                       | DNF     |

#### Tứ kết
| Hạng | Số áo | Tên                | Quốc gia | Ghi chú |
| ---- | ----- | ------------------ | -------- | ------- |
| 1    | 8     | Brady Leman        | Canada   | Q       |
| 2    | 9     | Marc Bischofberger | Thụy Sĩ  | Q       |
|      | 1     | Alex Fiva          | Thụy Sĩ  | DNF     |
|      | 16    | Adam Kappacher     | Áo       | DNF     |

| Hạng | Số áo | Tên            | Quốc gia | Ghi chú |
| ---- | ----- | -------------- | -------- | ------- |
| 1    | 4     | Armin Niederer | Thụy Sĩ  | Q       |
| 2    | 5     | Filip Flisar   | Slovenia | Q       |
| 3    | 28    | Thomas Zangerl | Áo       |         |
| 4    | 13    | Jonas Lenherr  | Thụy Sĩ  |         |

| Hạng | Số áo | Tên               | Quốc gia                     | Ghi chú |
| ---- | ----- | ----------------- | ---------------------------- | ------- |
| 1    | 3     | Kevin Drury       | Canada                       | Q       |
| 2    | 14    | Arnaud Bovolenta  | Pháp                         | Q       |
| 3    | 27    | Semen Denshchikov | Vận động viên Olympic từ Nga |         |
|      | 11    | Robert Winkler    | Áo                           | DNF     |

| Hạng | Số áo | Tên                   | Quốc gia                     | Ghi chú |
| ---- | ----- | --------------------- | ---------------------------- | ------- |
| 1    | 2     | Sergey Ridzik         | Vận động viên Olympic từ Nga | Q       |
| 2    | 26    | David Duncan          | Canada                       | Q       |
| 3    | 18    | François Place        | Pháp                         |         |
| 4    | 7     | Jean-Frédéric Chapuis | Pháp                         |         |

#### Bán kết
| Hạng | Số áo | Tên                | Quốc gia | Ghi chú |
| ---- | ----- | ------------------ | -------- | ------- |
| 1    | 8     | Brady Leman        | Canada   | BF      |
| 2    | 9     | Marc Bischofberger | Thụy Sĩ  | BF      |
| 3    | 4     | Armin Niederer     | Thụy Sĩ  | SF      |
| 4    | 5     | Filip Flisar       | Slovenia | SF      |

| Hạng | Số áo | Tên              | Quốc gia                     | Ghi chú |
| ---- | ----- | ---------------- | ---------------------------- | ------- |
| 1    | 3     | Kevin Drury      | Canada                       | BF      |
| 2    | 2     | Sergey Ridzik    | Vận động viên Olympic từ Nga | BF      |
| 3    | 14    | Arnaud Bovolenta | Pháp                         | SF      |
| 4    | 26    | David Duncan     | Canada                       | SF      |

#### Chung kết

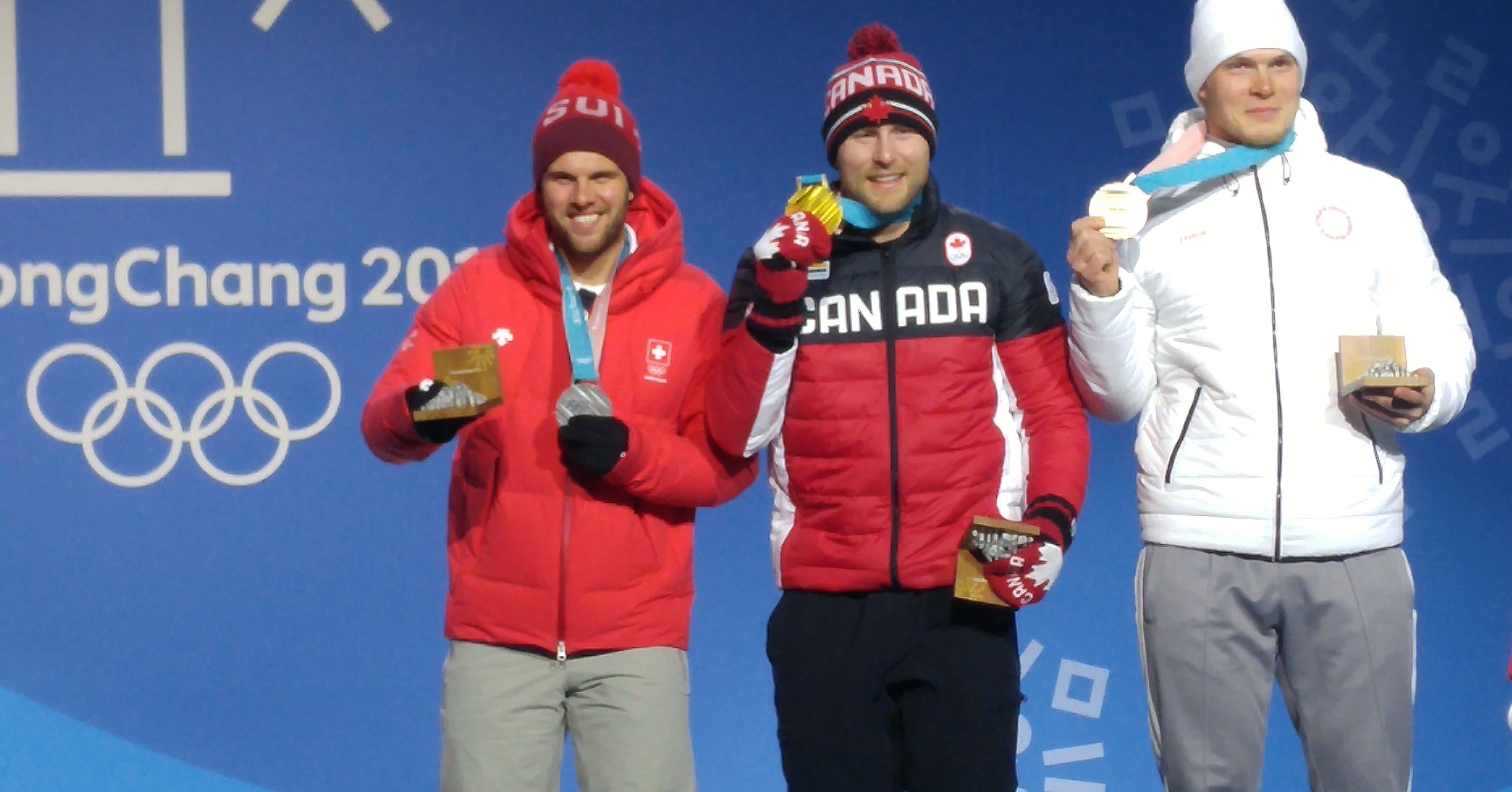
Những người giành huy chương

Chung kết nhỏ
| Hạng | Số áo | Tên              | Quốc gia | Ghi chú |
| ---- | ----- | ---------------- | -------- | ------- |
| 5    | 4     | Armin Niederer   | Thụy Sĩ  |         |
| 6    | 14    | Arnaud Bovolenta | Pháp     |         |
| 7    | 5     | Filip Flisar     | Slovenia |         |
| 8    | 26    | David Duncan     | Canada   |         |

Chung kết lớn
| Hạng | Số áo | Tên                | Quốc gia                     | Ghi chú |
| ---- | ----- | ------------------ | ---------------------------- | ------- |
| 1    | 8     | Brady Leman        | Canada                       |         |
| 2    | 9     | Marc Bischofberger | Thụy Sĩ                      |         |
| 3    | 2     | Sergey Ridzik      | Vận động viên Olympic từ Nga |         |
| 4    | 3     | Kevin Drury        | Canada                       | DNF     |